# Fulstow
Fulstow – wieś w Anglii, w hrabstwie Lincolnshire. Leży 43 km na północny wschód od Lincoln i 216 km na północ od Londynu.